# Johann Albert Fabricius
Johann Albert Fabricius (født 11. november 1668, død 30. april 1736) var en tysk klassisk filolog, teolog og oplysningstænker. Født og opvokset i Leipzig kom han som ung til Hamburg, hvor han fra 1699 til sin død virkede som professor ved byens Akademiske Gymnasium.
Fabricius beskrev i hovedværkerne Bibliotheca Latina (1697 og senere), Bibliotheca Græca (1705-28) og Bibliotheca Latina Mediæ et Infimæ Ætatis (1734-36) det meste af den græske og latinske litteraturs historie i oldtid og middelalder. Disse værker samt adskillige andre bøger og udgaver gav ham en position som af Europas betydeligste humanister i den tidlige oplysningstid. Han stod per brev i kontakt med adskillige af sin samtids lærde, i Danmark bl.a. Hans Gram og Christian Falster, og gav dem i tidens ånd adgang både til viden, han sad inde med, og til bøger og utrykte kilder i hans omfattende bibliotek. Han mødtes også med den lærde præst Lars Terpager da denne var på sin første udlandsrejse. Som lærd forfatter skrev Fabricius på latin.
I Hamburg var han bl.a. medstifter af det moralske ugeskrift Der Patriot, som han også bidrog til som essayistisk oplysningsskribent. En pionerindsats på det tyske område gjorde han tillige som formidler af den såkaldte fysikoteologi, bl.a. som oversætter af englænderen William Derham.
Fabricius var lærer for og fra 1728 svigerfader til Hermann Samuel Reimarus, der året efter Fabricius’ død publicerede en bog om dennes liv og skrifter. Reimarus overtog Fabricius’ store samling af håndskrifter, hvis alder strækker sig fra 800-tallet til 1700-tallet. Samlingen blev et par år efter Reimarus’s død i 1768 erhvervet af Københavns Universitetsbibliotek. Den blev i 1938 overført til Det Kongelige Bibliotek, i hvis Håndskriftafdeling den fortsat opbevares under navnet Fabricius’ Samling.